# 上田真穂
上田 真穂 (うえだ まほ、1991年11月26日 - ) は、日本のエアロビック競技選手。

## 人物・略歴
アステム湘南VIGOROUSに所属し、2020年に行われたスズキジャパンカップ第37回全日本総合エアロビック選手権全国大会では、女子シングル部門で初優勝、またトリオ部門で2連覇を達成し同大会で3冠を達成した。プライベートでは酒井美緒と親交が深く一緒に女子アスリート向け栄養学講座を開催するなど競技以外での活動も注目されており、読者モデルとしての活動は講談社の女性向け雑誌 withなどでも取り上げられている。
酒井と企画した女子アスリート向け栄養学講座ではオリンピック体操で2大会出場した美濃部ゆうや元女子プロ野球選手で京都文教大学女子硬式野球部総監督の小西美加がゲスト出演するなど注目を集めた。